# Univision Tlnovelas
Univision Tlnovelas es un canal de televisión por suscripción estadounidense de origen mexicano, para la comunidad hispana. Es la versión para Estados Unidos y Puerto Rico del canal mexicano Tlnovelas.
Su propietario es la cadena estadounidense de habla hispana Univisión, en asociación con la cadena mexicana Televisa, Univisión Tlnovelas se encarga de emitir seis títulos diferentes de telenovelas producidas años atrás por Televisa, tres veces al día de lunes a viernes y los fines de semana en forma de maratón repitiendo los cinco capítulos anteriores.
El canal inició operaciones el 1 de marzo de 2012 en Estados Unidos.

## Historia
Univision tlnovelas fue anunciado en mayo de 2011 como parte de tres nuevos canales de cable lanzados por Univision Communications.  Univision Communications llegó a su primer acuerdo de televisión paga con Dish Network para transmitir los canales en enero de 2012. Univision tlnovelas comenzó a transmitir el 1 de marzo de 2012. El 11 de mayo de 2012, AT&T U-verse firmó un acuerdo de transporte con Univision Communications para transmitir el canal, junto con Univision Deportes Network. DirecTV comenzó a llevar el canal en marzo de 2013.